# Loppi

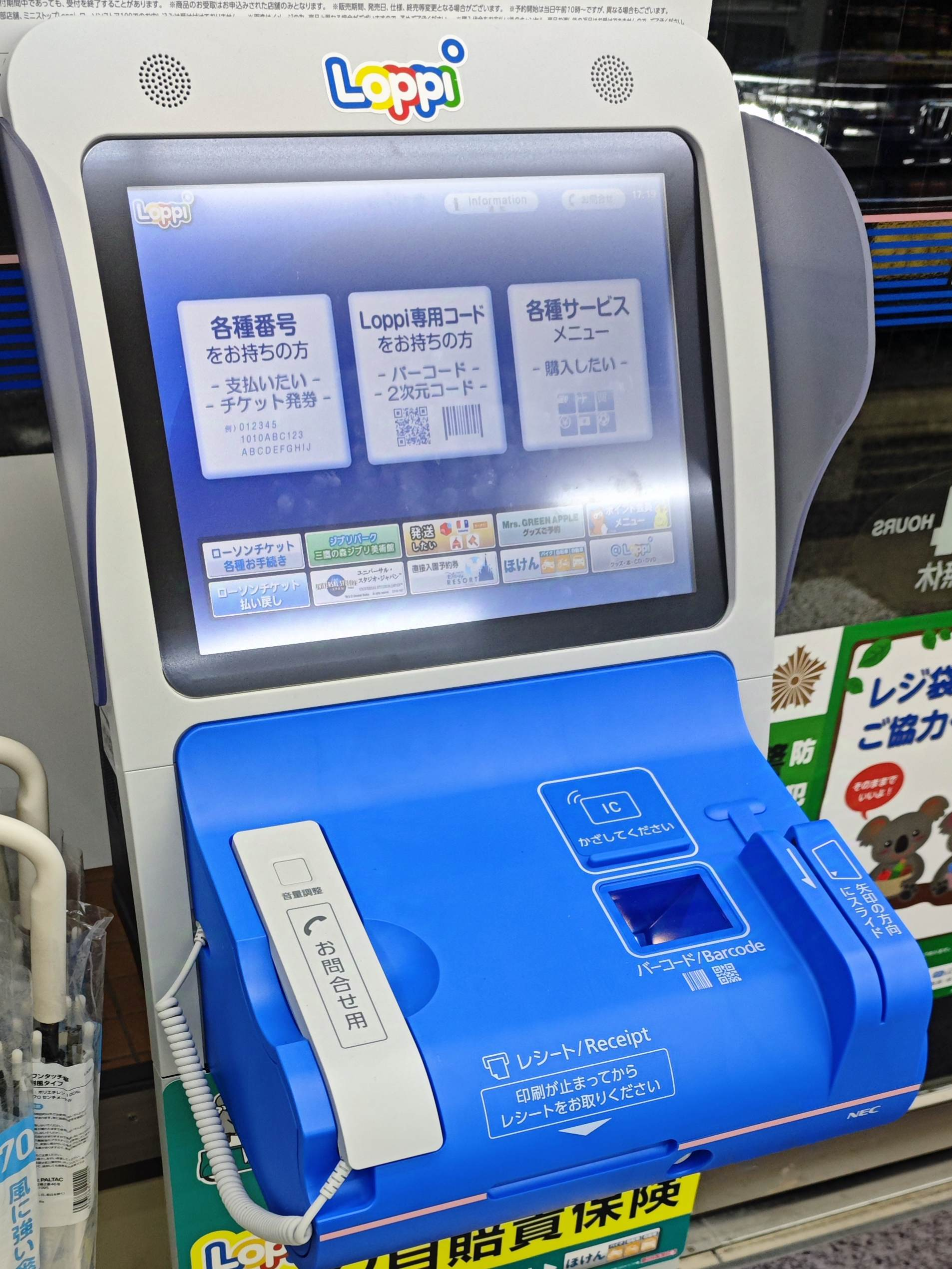
ローソン店内に設置された4代目のLoppi

Loppi（ロッピ）は、日本全国のローソン、ローソン・スリーエフ、ナチュラルローソンに設置されている、各種グッズ販売やチケット販売、保険への加入、クレジットカード・公共料金の支払い代行、消費者金融の返済などを代表とするオンライン取引を行えるマルチメディアステーション（MMS）である。ローソンストア100には設置されていない。
本稿では、2012年秋からは全国のミニストップに順次設置されているMINISTOP Loppi（ミニストップ・ロッピー）についても記述する。

## 概要
1997年9月から1998年2月までの間にローソン全店に導入された。初代開発はIBMが担当。インターネットや電話でのチケット予約やPOSシステム、携帯電話などとも連携し、リアルタイムで取引を行えるのも特徴である。ちなみにLoppiとは、Lawson Online Shoppingの略称である。
それまで物販（弁当、飲料、日用品など）が主体であったコンビニエンスストアに、コンサートチケット、旅行券などの情報商材の販売という新機軸を取り込むことを目指して設置された。インターネット技術を活用したインターフェースを実装し、地方自治体の行政サービスなど従来の流通業の枠組みを越えたサービスを全国域で展開し、コンビニエンスストアの情報インフラ化の嚆矢となった。
端末には受話器が設置されており、『問合せ（3代目最新機種では画面右上に表示）』の項目をタッチし、受話器を取ることでローソンカスタマーセンターに問い合わせができる。通信状況は画面上に表示される。

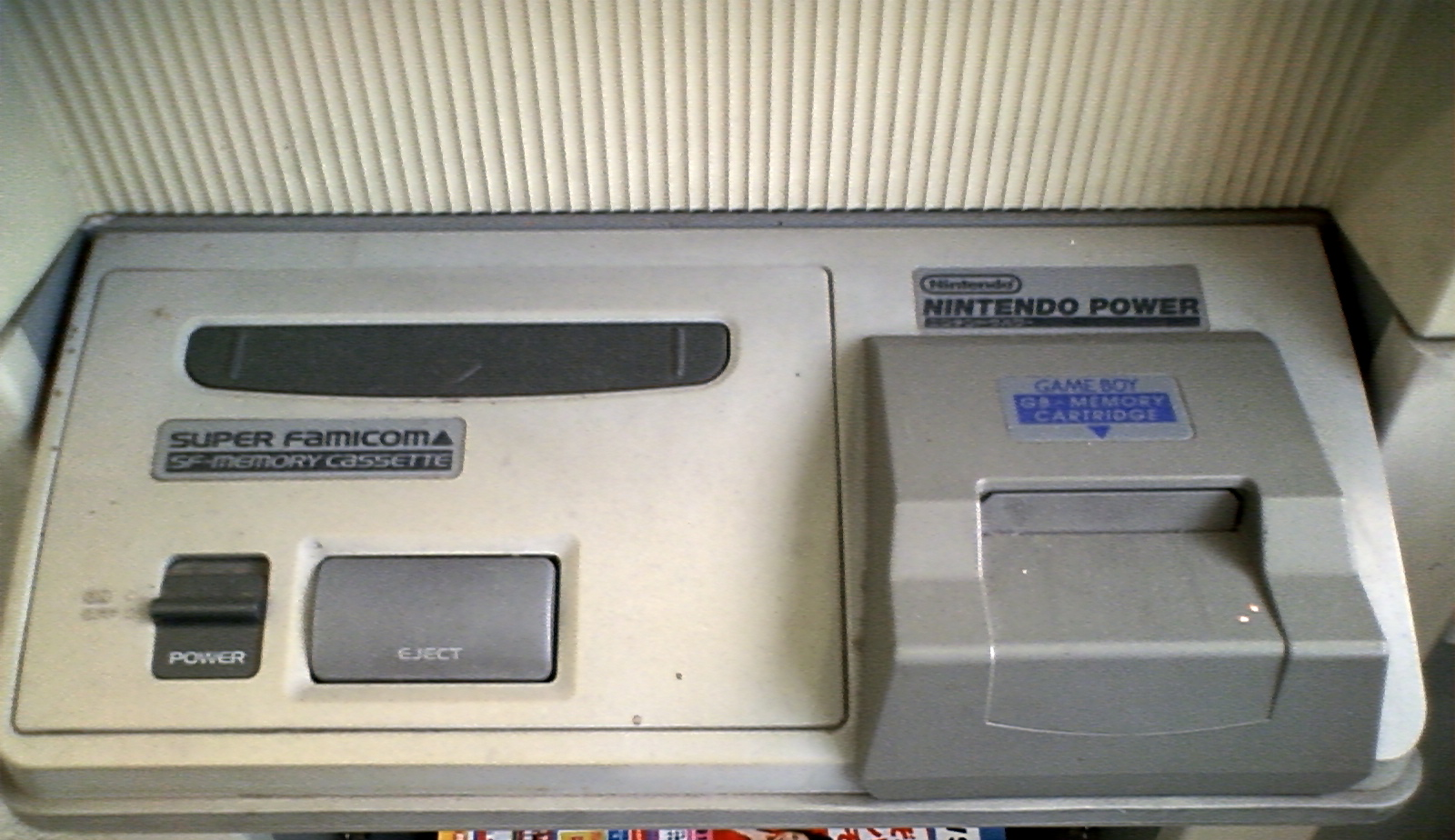
ニンテンドウパワー用カセットスロット

2002年8月31日までは、任天堂のゲーム機であるスーパーファミコン、ゲームボーイ用ソフトの書き換えサービス「ニンテンドウパワー」を実施しており、2代目の途中モデルまで、書き換え用カートリッジを差し込むスロットが存在していた。サービス終了後に設置された2代目の後期モデルでは、スロットのあった部分にカバーがされていた。
2009年、Loppi端末を新機種（3代目）に順次入れ替え。ICカード「FeliCa」リーダーライター、バーコードリーダーが取り付けられているほか、画面のレイアウトが大幅に変更されている。また、処理能力が大幅に向上された。但し、置き換えに伴い「totoデビット決済」のメンテナンスを理由とした休止→取扱終了の措置が実施された。
2012年秋から全国のミニストップに「MINISTOP Loppi」が設置されたが、ローソン設置のものとは取り扱いサービスが一部異なる。
2024年9月、Loppi端末を新機種（4代目）に順次入れ替え。

## 沿革
- 1997年9月 各店への設置を開始（順次サービス開始）
- 1998年2月 全店導入完了。
- 2002年5月 ローソンブルー（水色）を基調とした2代目Loppi登場。
- 2002年8月31日 「ニンテンドウパワー」のサービス終了。
- 2004年9月1日 日興コーディアル証券と提携した証券取引サービス「ピーカブー」を開始。
- 2006年5月9日 Yahoo!ゆうパック取り扱い開始。
- 2008年12月 赤色を基調とした3代目新Loppi登場。
- 2009年3月 新機種へ順次入れ替え開始。
- 2009年5月26日 全店舗で新機種入れ替えが完了。
- 2012年6月8日 - ローソンとイオンとエンタテイメント分野での協業に伴い、イオンの展開するコンビニエンスストア「ミニストップ」の全店にLoppiを設置することを発表[1]。
- 2012年11月 ミニストップへ順次導入開始。
- 2024年2月 青色を基調とした4代目新Loppi登場。

## プラットフォーム
- 初代には、Windows 95が使われたが、画面速度の遅さとセンター問い合わせなどの通信レスポンスの遅さがネックとなっていた。また、整備不良のためDOS画面でスキャンディスクが自動実行され使用できない場合もあった。
- 2002年5月に、Linuxを採用した店舗用サーバー約1万5000台（各店メインとサブで計2台）を、新たに全店に追加し、Loppi本体（2代目）はWindows 2000を採用した。
- データ更新には、衛星システムも使用していた。
- 2008年12月に登場した3代目Loppi（OSは特定用途向けのWindows XP Embeddedを採用）が現在稼動中。

## 主な取扱サービス
※ローソンに設置の「Loppi」のみで取り扱うサービスについては、(L)を付記する

### ローソンチケット（ローチケ）
グループ会社のローソンエンタテインメントが受託販売しているコンサート・ライブ・スポーツ観戦などLコードが符番されたチケットの購入や、事前に予約したチケットの引換が可能。
- J1、J2、J3全ての試合（ローソンがJリーグのオフィシャルスポンサー企業であったことに由来）
- 東京ディズニーリゾートの日付指定前売券や各種スペシャルパスポート
- 三鷹の森ジブリ美術館の日時指定予約の入場券(L)
  - スポンサー契約の関係で購入できるのはローソンのみとなる。
- 上記以外のテーマパーク入場券（I.JTBと重複有り）の発売
- 映画作品の前売り鑑賞券（グッズ無し）
  - ムビチケコンビニ券
  - ユナイテッド・シネマ共通券 - ローソン・ユナイテッドシネマ、ユナイテッド・シネマ、シネプレックスで利用可。ただし、3D・IMAX・4DX鑑賞時には鑑賞する劇場で本券と一緒に追加料金を支払う必要がある。

### HMV/エルパカBOOKS＠Loppi
2010年12月にレコード販売店のHMVジャパン（現・ローソンエンタテインメント）をローソンが買収したことに伴い、2011年7月15日より「HMV＠Loppi」としてサービスを開始。HMVの大型店舗に匹敵する約25万タイトルを取り扱っており、HMVの店舗が出店されていない地域でも注文・受け取りができる。また、商品によってはHMVと同等の限定特典が付いたり、限定グッズ付のセット商品や限定商品も存在する。同年12月からはローソンエンタテインメントが運営するエンタメ総合サービスサイト「LOWSON HOT STATION『エルパカ』」の全面リニューアルに合わせて新設された書籍部門「エルパカBOOKS」の立ち上げに伴い、Loppi向けサービス「エルパカBOOKS＠Loppi」を開始。専用ボタンが「HMV＠Loppi」との兼用となった。
なお、後述する「エンタメカタログ」にも発売前の予約商品を中心にCD・DVD・Blu-ray・ゲームソフトも掲載されている。

### エンタメグッズ
店頭に設置の「エンタメカタログ（毎月1日発行）」からLoppiで注文手続きを行い、発券した申込券をレジに提示して代金を支払い、後日、代金を支払った店頭で商品を受け取る形態である。
- 映画作品に関連したグッズ付の前売鑑賞券

グッズは引換券形態となっているため、代金支払い後に前売鑑賞券と一緒にその場で受け取ることができる。引換日以降に、代金を支払った店頭でグッズ引換券を提示してグッズを受け取る。
- 北海道テレビ放送制作のテレビ番組『水曜どうでしょう』のDVD（水曜どうでしょうDVD全集）を始め、番組関連グッズの取扱い。最近では『ゴッドタン』などのテレビ東京制作の番組関連グッズやドラマの関連グッズも取り扱っている。
- その他、ゲームソフトやホビーグッズを中心としたグッズ取扱商品

### スポーツ振興くじの発売
2004年よりスポーツ振興くじの発売開始。2005年まではtoto特別会員、totoデビット会員への会員限定サービスだったが、2006年からは一般発売も行っている。toto・BIG・WINNER全てを取り扱っているが、WINNERはLoppiでの直接購入が不可となるため、事前に「スポーツくじオフィシャルサイト」で購入手続きを行う必要がある。

### 旅行商品
i.JTB（旧JTBHTA）取扱いの旅行商品の代行を取扱いを受け付けている。
- 各地のテーマパーク・動物園・水族館・日帰り入浴施設をはじめとする入場券（ローソンチケット扱いで重複販売している施設あり）
- デイタイムスティ（ホテル等での日帰り入浴・昼食などの利用券）
- スキーリフト券
- カーフェリー乗船券
- マツダレンタカーなどのレンタカー利用券（要事前予約）販売
- i.JTB扱い（発車オ〜ライネット経由を含む）の高速バス・リムジンバスの乗車券予約・購入

2001-2002年頃までは、国内・海外のパッケージツアー・国内ホテル宿泊予約・国内旅行保険（ジェイアイ傷害火災保険）の契約・支払いが、2004年頃まではANA・JAL・JAS・SKYの国内線航空券の時刻・運賃の比較購入や海外旅行保険の契約などのサービスが存在した。
他に、楽天トラベルが取り扱うツアーバスの空席照会・予約・乗車券購入が可能。また、ウェルネットのMMK用収納代行システム『払王』扱いによる高速バス路線の予約済乗車券・回数券（一部のバス会社のみ）購入もある。

### プリペイドサービス
- QUOカード宅配取次ぎ

10枚より注文可能。スタンダードカードの500円券・1,000円券・3,000円券の3種類を取り扱う。
- プリペイドシート・ネット用マネーの販売

プリペイドシートとは、記番号登録型の各種プリペイドカードをA4サイズのシートに印字して発行する方式で、プリペイドカードのように欠品がなく、いつでも購入可能なメリットがある。取り扱うプリペイドシートは携帯電話のプリペイドサービス（ソフトバンクプリペイドサービスなど）、ネット用マネー（WebMoneyシートなど）、オンライン・家庭ゲーム機用マネー（レコチョクプリペイド/「TOWER RECORDS MUSIC」聞き放題チケット、ニンテンドープリペイド番号、NEXONクーポン、プレイステーションストアチケットなど）、動画配信・音楽配信（Huluチケット、U-NEXTギフトコード、DAZNチケット、AWAチケット、dTVチケットなど）である。

### 収納代行
- ECサイトでの注文など、インターネット受付済み商品の代金支払・受取（イーコンテクストが運営）
- 予約済みの航空券・高速バス乗車料の支払（ウェルネットが運営）
- クレジット利用でのリボルビング払いや、カードローン・キャッシングの臨時返済・支払（対象は三井住友カード、JCB、オリコ、アプラス、プロミス(SMBCコンシューマーファイナンス)、アイフル、SMBCモビット、OMCカード(セディナ)、トヨタファイナンス、エポスカードなど）
  - ローソンPonta≪セゾン≫カード（旧クレジット機能付きローソンパス）については、月々の店頭支払も可能であるが、それ以外のセゾンカードは提携外。
- スマートピットを利用した代金支払（店頭設置のリーフレットに添付されているカードを使ってECサイトや通信販売などでの支払方法に登録、あるいは、スマートピットジョイントカードや通信事業者発行の企業ジョイントカードを持参することで利用できる）

### クーポン・ポイントサービス
- Ponta・dポイントクラブ会員サービス(L)

ミニストップではWAON POINTを導入している関係からこの2サービスが非取扱いのため、MINISTOP Loppiでこれらのカードや会員情報が登録されたおサイフケータイを読み込ませるとサービス対応外の表示がされる。
- 各種割引クーポン発行（取り扱い商品はローソン・ミニストップで異なる）

### 暮らし
- コンビニ受取サービス

ECサイトで注文した商品を受け取ることができるサービス。なお、Loppiで受け取りできるECサイトの一部は、MINISTOP Loppiでは本サービスを利用できないECサイトがあるので注意が必要。また、一部のECサイトは受け取り時に商品代金の支払いも可能。
- 各種検定試験や代ゼミ模試の申込・支払、大学・大学院等の入学検定料の支払
- 各種保険取扱い - 東京海上日動火災保険を引受保険会社とする以下の保険の加入申し込み
  - ちょいのり保険（1日自動車保険）
  - バイク自賠責保険（自動車損害賠償責任保険）
  - ローソンで入れる自転車ほけん（傷害総合保険(傷害定額条項) 「交通事故傷害危険のみ補償特約」がセットされる）
  - ゴルファー保険
- 募金受付サービス

### 取扱を終了したサービス
- ニンテンドウパワー
- ピーカブー
- Yahoo!ゆうパックの受付（2006年5月9日-2009年）
- i.JTBおよびtoto購入時のジェイデビット決済（2代目機種まで対応していた）

## その他
- 店舗に登場したばかりの頃は愛称ではなく「MMS（マルチメディアステーション）」と呼ばれ、当時は「MMSマガジン」というMMSを紹介する冊子も配布されていた。なお、現在でもLoppi端末の説明の際に「MMS端末」と書かれることがある[2]。
- MMSの設置は、同業のサンクス（後のサークルKサンクス、現在のファミリーマート）が先行している。開発元が同じため、同一アーキテクチャーで、サービス内容もローソンチケット以外は類似していた。
- 当初は、雑誌コーナーに「らくだス250円」というロッピー画面で購入できる全ての商品を掲載していた月刊誌が置かれていた。価格は誌名通りの250円。1998年9月に190円に価格変更し、名称もラクダスに変更されたが、同年12月を最後に廃刊になったようである（1998年12月以前のカタログには、表紙に「らくだス250円」のことが書かれていたが、1999年1月以降のカタログにはその表記が無い）。
- 領収書やチケットの発券は、当初は小型レーザープリンターを用いていたが、ウォームアップに時間がかかるため、2代目ではCanon製インクジェットプリンタを用い、さらにカラーになったことで地図などの出力も行っていた。3代目はレーザープリンターになり高速印刷を実現している。
- Loppi端末ならびにサーバーのメンテナンスは、深夜の時間帯に行われているため、10分程度使用できない時間がある。
- 『ポケットピカチュウ』や『ポケットモンスター 金・銀』の予約受付が行われた際、多数の予約希望者がロッピーに殺到し、機器の前に長蛇の列ができるという光景が見られた。さらに各店から一斉にセンターへの通信が行われたため回線が麻痺し、受付処理が大幅に遅れるという事態に陥った。
- サッカーくじのtotoを取り扱っている。totoのキャリーオーバー額が過去最多の5億円が続いた時期、24時間対応のロッピーでtotoの購入者が殺到した。これにより回線が麻痺したため、取扱時間を短縮した。
- 航空券の支払いを行なう場合、日本航空（JAL）、全日本空輸（ANA）、スカイマーク、AIRDOなどは、画面の右にある「各種サービスメニュー」から航空券のお支払いを選択するが、フジドリームエアラインズ（FDA）など、Loppiの航空券支払いの一覧に無い航空会社は、画面の左側にある「各種番号をお持ちの方、Lコードの入力」から支払い手続きを行う。
- ロッピー端末のニンテンドウパワースロットはカートリッジ容量確認のためで、実際にゲームを書き込む場合は、レジ側にある端末で行われていた。